# Ján Budaj
Ján Budaj (* 10. února 1952 Bratislava) je slovenský politik, v letech 2020–2023 ministr životního prostředí SR ve vládách Igora Matoviče a Eduarda Hegera.

## Život a politická kariéra
Koncem 70. let založil s Tomášem Petřivým a Vladimírem Archlebem Dočasnú spoločnosť intenzívneho prežívania (DISP), v jejímž rámci podnikali v ulicích Bratislavy happeningy a performance. Organizoval tzv. zakázané univerzity a další nezávislé kulturní a ekologické aktivity. V roce 1980 založil periodikum Kontakt, což byl první občansky orientovaný samizdat na Slovensku. Patřil mezi spolupracovníky podzemní církve, Charty 77, Výboru na obranu nespravedlivě stíhaných či polské Solidarity. Spoluzaložil Verejnosť proti násiliu, patřil do jejího užšího vedení a stal se hlavním mluvčím. Roku 1990 byl zvolen předsedou tohoto hnutí.
V letech 1998 až 2002 byl poslancem Národní rady SR za Slovenskou demokratickou koalici. V březnu 2020 se stal ministrem životního prostředí SR ve vládě Igora Matoviče a později plnil stejnou funkci i ve vládě Eduarda Hegera.